# 1927-es norvég labdarúgókupa
A 1927-es norvég labdarúgókupa a Norvég labdarúgókupa 26. szezonja volt. A címvédő az Odd csapata volt. A kupában minden olyan csapat részt vehetett, amely tagja a Norvég labdarúgó-szövetségnek, kivéve az észak-norvégiai klubokat. A tornát az Ørn Horten nyerte meg, a kupa történetében másodjára.

## Első kör
| 1. csapat             | Eredmény   | 2. csapat         |
| --------------------- | ---------- | ----------------- |
| Bergmann              | 2–1        | Trysil            |
| Brage                 | 9–2        | Braatt            |
| Bøn                   | 1–2 (h.u.) | Gjøvik-Lyn        |
| Dokken                | 0–4        | Vålerengen        |
| Drammen               | 9–2        | Eiker             |
| Drøbak                | 0–8        | Lyn               |
| Ekeberg               | 5–3 (h.u.) | Ready             |
| Elverum               | 3–4        | Kirkenær          |
| Falk                  | 2–1        | Lisleby           |
| Flekkefjord           | 0–10       | Viking            |
| Brumunddal            | 2–2 (h.u.) | B.14              |
| Frigg Oslo            | 6–2        | Bygdø             |
| Gjeithus              | 3–1        | Jevnaker          |
| Hamar                 | 5–0        | Kapp              |
| Hardy                 | 3–2 (h.u.) | Minde             |
| Jessheim              | 1–2        | Eidsvold          |
| Kampørn               | 3–2        | Roy               |
| Kongsvinger           | 4–0        | Sørumsand         |
| Kragerø               | 1–7        | Larvik Turn       |
| Kristiansund          | 0–4        | Aalesund          |
| Kråkstad              | 1–9        | Fredrikstad       |
| Kvik (Hadeland)       | 2–7        | Mjøndalen         |
| Lillestrøm-Kameratene | 7–2        | Nordstrand        |
| Moss                  | 9–0        | Tønsberg Turn     |
| Namsos                | 4–0        | Verdal            |
| Neset                 | 4–2        | Freidig           |
| Norrøna               | 1–2        | Gjøa              |
| Nybergsund            | 3–1        | Trysilgutten      |
| Ranheim               | 1–0        | Kvik              |
| Rapp                  | 5–2        | Strinda           |
| Raufoss               | 3–0        | Fremad            |
| Rjukan                | 1–3        | Tell              |
| Rollon                | 3–0        | Hødd              |
| Selbak                | 6–0        | Hasle             |
| Ski                   | 0–7        | Sarpsborg         |
| Skotfos               | 4–2        | Grane             |
| Snøgg                 | 2–8        | Kongsberg         |
| Spikkestad            | 1–5        | Trygg             |
| Solbergelven          | 2–0        | Liv               |
| Stabæk                | 5–2        | Skiold            |
| Start                 | 4–0        | Mandalskameratene |
| Steinkjer             | 2–1        | National          |
| Stord                 | 1–4        | Djerv             |
| Storm                 | 2–1        | Agnes             |
| Strømsgodset          | 10–0       | Gråbein           |
| Sverre                | 8–1        | Harran            |
| Tønsberg-Kameratene   | 4–1        | Pors              |
| Ulefoss               | 2–3        | Sandefjord BK     |
| Sandnes Ulf           | 4–1        | Egersund          |
| Vard                  | 2–3        | Brodd             |
| Vennesla              | 1–2        | Donn              |
| Vikersund             | 1–6        | Holmestrand       |
| Voss                  | 2–4        | Brann             |
| Østsiden              | 4–2        | Lillestrøm        |
| Årstad                | 4–3        | Draug             |
| Újrajátszás           |            |                   |
| B.14                  | 4–0        | Brumunddal        |

A Falk ismeretlen okok miatt diszkvalifikált, ezért a Lisleby csapata jutott tovább a második körbe.
A Fram Larvik, a Hof, a Kvik Halden, az Odd, a Stavanger, az Urædd és az Ørn Horten csapata mérkőzés nélkül továbbjutott.

## Második kör
| 1. csapat     | Eredmény   | 2. csapat             |
| ------------- | ---------- | --------------------- |
| Bergmann      | 2–6        | Brage                 |
| Brann         | 3–1        | Kampørn               |
| Djerv         | 3–2        | Årstad                |
| Donn          | 2–0        | Tønsberg-Kameratene   |
| Drafn         | 7–3        | Østsiden              |
| Eidsvold      | 1–2        | Lyn                   |
| Ekeberg       | 1–5        | Moss                  |
| Fredrikstad   | 9–0        | Solbergelven          |
| Gjeithus      | 1–5        | Frigg Oslo            |
| Gjøa          | 2–1        | B.14                  |
| Kirkenær      | 3–2        | Hof                   |
| Kongsberg     | 3–9        | Strømsgodset          |
| Kongsvinger   | 2–0        | Lillestrøm-Kameratene |
| Larvik Turn   | 3–1        | Stabæk                |
| Lisleby       | 1–2        | Ørn Horten            |
| Gjøvik-Lyn    | 2–3        | Rollon                |
| Nybergsund    | 0–8        | Hamar                 |
| Ranheim       | 3–4        | Neset                 |
| Rapp          | 4–1        | Sverre                |
| Raufoss       | 4–5 (h.u.) | Kvik Halden           |
| Sandefjord BK | 0–3        | Odd                   |
| Sarpsborg     | —          | Holmestrand           |
| Stavanger     | 5–1        | Brodd                 |
| Steinkjer     | 2–1        | Namsos                |
| Storm         | 4–1        | Fram Larvik           |
| Tell          | 2–5        | Skotfos               |
| Trygg         | 2–3        | Drammen               |
| Sandnes Ulf   | 0–3        | Viking                |
| Urædd         | 6–2        | Start                 |
| Vålerengen    | 2–3        | Selbak                |
| Aalesund      | 8–1        | Hardy                 |
| Újrajátszás   |            |                       |
| Sarpsborg     | 3–0        | Holmestrand           |

A Mjøndalen csapata mérkőzés nélkül továbbjutott.

## Harmadik kör
| 1. csapat    | Eredmény   | 2. csapat   |
| ------------ | ---------- | ----------- |
| Brage        | 1–2        | Gjøa        |
| Djerv        | 3–5        | Stavanger   |
| Drammen      | 3–4        | Brann       |
| Frigg Oslo   | 8–2        | Neset       |
| Hamar        | 0–1        | Urædd       |
| Kvik Halden  | 11–0       | Kongsvinger |
| Larvik Turn  | 4–1 (h.u.) | Moss        |
| Lyn          | 0–3        | Storm       |
| Odd          | 5–1        | Mjøndalen   |
| Rapp         | 8–1        | Steinkjer   |
| Selbak       | 2–1 (h.u.) | Fredrikstad |
| Skotfos      | 0–2        | Drafn       |
| Strømsgodset | 2–1        | Sarpsborg   |
| Viking       | 15–0       | Donn        |
| Ørn Horten   | 10–0       | Kirkenær    |
| Aalesund     | 2–1        | Rollon      |

## Negyedik kör
| 1. csapat   | Eredmény   | 2. csapat    |
| ----------- | ---------- | ------------ |
| Brann       | 2–0        | Selbak       |
| Drafn       | 4–4 (h.u.) | Frigg Oslo   |
| Gjøa        | 3–1        | Viking       |
| Larvik Turn | 6–1        | Rapp         |
| Stavanger   | 1–8        | Ørn Horten   |
| Storm       | 1–4        | Strømsgodset |
| Urædd       | 1–6        | Kvik Halden  |
| Aalesund    | 0–1        | Odd          |
| Újrajátszás |            |              |
| Frigg Oslo  | 1–3        | Drafn        |

## Negyeddöntők
| 1. csapat    | Eredmény   | 2. csapat   |
| ------------ | ---------- | ----------- |
| Kvik Halden  | 5–2        | Gjøa        |
| Odd          | 1–3        | Drafn       |
| Strømsgodset | 3–4 (h.u.) | Larvik Turn |
| Ørn Horten   | 2–1        | Brann       |

## Elődöntők
| 1. csapat  | Eredmény   | 2. csapat   |
| ---------- | ---------- | ----------- |
| Drafn      | 5–0 (h.u.) | Kvik Halden |
| Ørn Horten | 5–0        | Larvik Turn |

## Döntő
| 1927. október 16. |

| Ørn Horten                    | 4–0 | Drafn |
| ----------------------------- | --- | ----- |
| Dahl 16' 43' 80' Jacobsen 55' |     |       |

| Sandefjord Stadion, Sandefjord Nézőszám: 9 000 Játékvezető: Fritz Lütcherat (Hasle) |